# Zona rosa

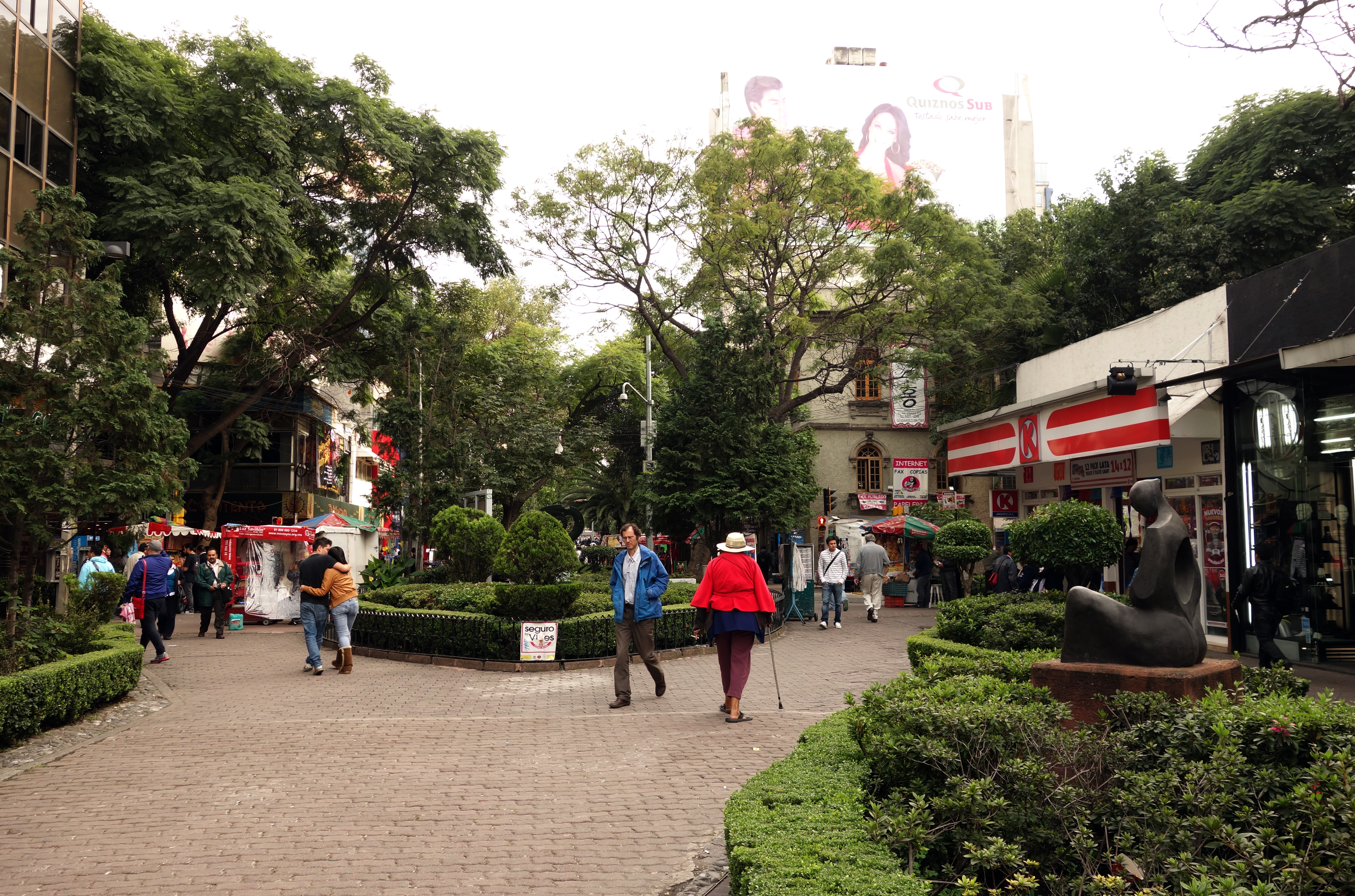
Rue de Genève dans la Zona Rosa.

La Zona rosa (en français : zone rose) est un quartier de Mexico, au Mexique.
Elle est bordée par l'avenue Chapultepec au sud, et au nord le célèbre "Paseo de la Reforma", où s'y trouve l'un des plus célèbres monuments de México : "El Monumento a la Reforma" surnommé "El Angél" qui est une statue dorée située au-milieu d'un rond-point. La Zona Rosa est également connue pour sa vie nocturne, ce qui fait de cet espace l'un des plus visités de Mexico.

## Origine du nom
L'origine du nom provient que de nombreux édifices du quartier sont peints en couleur rose, on raconte également que le nom proviendrait du peintre mexicain José Luis Cuevas.
Ce quartier est l'un des plus modernes de México et des plus touristiques avec de très nombreux hôtels, restaurants, boutiques et boîtes de nuit. On y trouve, d'ailleurs, la tour la plus élevée d'Amérique Latine. On peut également y trouver l'un des plus grands parcs publics du monde, le Parc "Chapultepec", au nord de la "Zona rosa".
Le quartier compte plusieurs autres statues, dont celles de Diane chasseresse. Non loin de Polanco, le quartier des ambassades, c'est l'un des beaux quartiers de la ville, avec une population aisée à fort capital culturel.
La zone rose est localement connue pour les Table Dance, bars à strip tease, ainsi que ses maisons closes et autres "agences" de "modèles" ce qui conforte l'appellation Zone rose de cette partie ouest de la Colonia Juarez.

## Quartier rose,quartier gay
Zona rosa est aussi le quartier gay de la capitale. Il renferme plusieurs discothèques (Living) cabarets (Cabaré Tito) et bars gay ou lesbiens, ainsi qu'un "centre de la diversité sexuelle".